# Srd (glasbena skupina)
Srd so slovenska black metal skupina, ustanovljena leta 2016 v Murski Soboti. Začetki segajo v leto 2012, ko je Goran Slekovec ustanovil black metal one man band Terrorfront, nato pa ga leta 2016 razširil in preimenoval v Srd. Leta 2017 so izdali album Smrti sel, ki je prejel večjo pozornost slovenskega poslušalstva.

## Zgodovina
Goran Slekovec, gonilo Srda, je še pred njegovim nastankom ustanovil skupino Terrorfront, v sklopu nje pa izdal en EP, Terror Arise iz leta 2014. Terrorfront je kmalu zatem poniknil, septembra 2016 pa je bila na portal youtube naložena pesem Kupa trpljenja, pod katero se je podpisal Slekovec, kot ime izvajalca pa je bil naveden Srd.
20. januarja 2017 je Srd na dan obeležitve 15-letnice obstoja slovenske založbe On Parole Productions izdal album Smrti sel. Vključuje sedem pesmi, štiri odpete v angleščini in tri v slovenščini. Prav slovenske pesmi, posebno priredba Gregorčičeve Soči, so vzbudile pozornost širše slovenske metal scene. Album je prejel zelo pozitivne odzive tako poslušalcev kot kritike, predvsem za slovenski trojec Kupa trpljenja, Smrti sel in Soči.

## Ime skupine in zvrst
Ime skupine, Srd, ima, sodeč po citatu na zadnji strani zgoščenke Smrti sel, izvor v knjigi Razodetja: Tedaj sem iz svetišča zaslišal močan glas, ki je sedmerim angelom dejal: "Pojdite in sedmero posod božjega srda izlijte na Zemljo".
Po založniškem opisu skupina preigrava black'n'roll - zvrst ritmičnega black metala, a po mnenju nekaterih je ta izraz nekoliko ponesrečeno uporabljen. Srd je razvil svojevrsten glasbeni izraz, ki je posledica upoštevanja številnih black metal vplivov. Zvenijo zgodnje black metalsko v boljši zvočni kvaliteti, a hkrati s počasnejšimi, celo groove ritmi, ki ustvarjajo hladno in surovo atmosfero.

## Člani skupine

### Trenutni člani
- Goran Slekovec – vokal, vsi inštrumenti (2012–danes)
- Žan Rantaša – kitara (2023–danes)
- Matej Pok – kitara (2023–danes)
- Sid Chiwele – bas (2023–danes)
- Žan Ambrožič – bobni (2017–danes)

### Nekdanji člani
- Miha Kaučič – bas (2016–2018)
- Timo Kosi – bobni (2016–2017)
- Luka Kutoša – bas (2018–2023)
- Dominik Flisar – kitara (2016–2023)
- Benjamin Lazar – kitara (2016–2023)

## Diskografija
- Smrti sel (2017)
- Ognja prerok (2020)
- vragvmesiton (2024)